# 瀬戸蔵
瀬戸蔵（せとぐら）は、愛知県瀬戸市蔵所町1-1にある複合施設。産業観光と市民交流の支援を目的としている。瀬戸市民会館の跡地に5階建てで建設された。陶磁器ショップ、レストラン、博物館、会議室、ホールなどを備える。

## 施設案内

### 1階
- 瀬戸蔵セラミックプラザ - 陶磁器のショップ。売場は2つに分かれている。10:00 - 17:30。

### 2階
- 瀬戸蔵ミュージアム（2階・3階） - 下記参照。
- つばきホール - コンサート、演劇等に使用できる小ホール。映画上映も行われる。

### 3階
- 交流ラウンジ
- 特別会議室

### 4階
- 多目的ホール - 展覧会、講演会などに使用できるホール。
- 会議室

### 5階
- 立体駐車場（189台）

## 瀬戸蔵ミュージアム

### 概要
瀬戸市歴史民俗資料館を移転・拡充し、瀬戸蔵の2階・3階に入っている博物館である。2階には旧尾張瀬戸駅の復元展示と20世紀の瀬戸焼工房の展示、また現代陶芸作家の作品のギャラリーがあり、3階には旧石器時代から現代までの瀬戸の遺跡の紹介とその遺物が展示されている。
2階には「モロ」と呼ばれる焼物工房が再現されており、モーターによって土を練る器械「クネット」等が実際に作動する様を見ることができる。また多数の用具が工程順に展示され、解説ビデオと詳細な解説キャプションが備えられている。
2階入口付近には2001年に移転前の旧尾張瀬戸駅が再現され、かつて名鉄瀬戸線で使用されたモ750形754号のカットモデル（運転席から中央のドア付近まで）が展示されている。塗色が瀬戸線時代の緑色に戻されているほか、走行音、警笛、車内アナウンスが放送されており、臨場感がある。
また児童用に塗り絵やまき投げの体験コーナーのほか、瀬戸焼の茶碗で抹茶などを味わうことのできる「蔵の庭」（有料）も設けられている。
3階の展示では瀬戸焼の歴史を辿ることができる。窯焼成成立以前の土器（縄文・弥生土器・土師器）を導入として、窯焼成成立後の古墳時代の須恵器から、瓷器（灰釉・緑釉陶器）、山茶碗を経て「古瀬戸」、戦時中の代用品、近年の洋風人形「瀬戸ノベルティ」までの遺物・製品が時系列で並べられている。

### ギャラリー

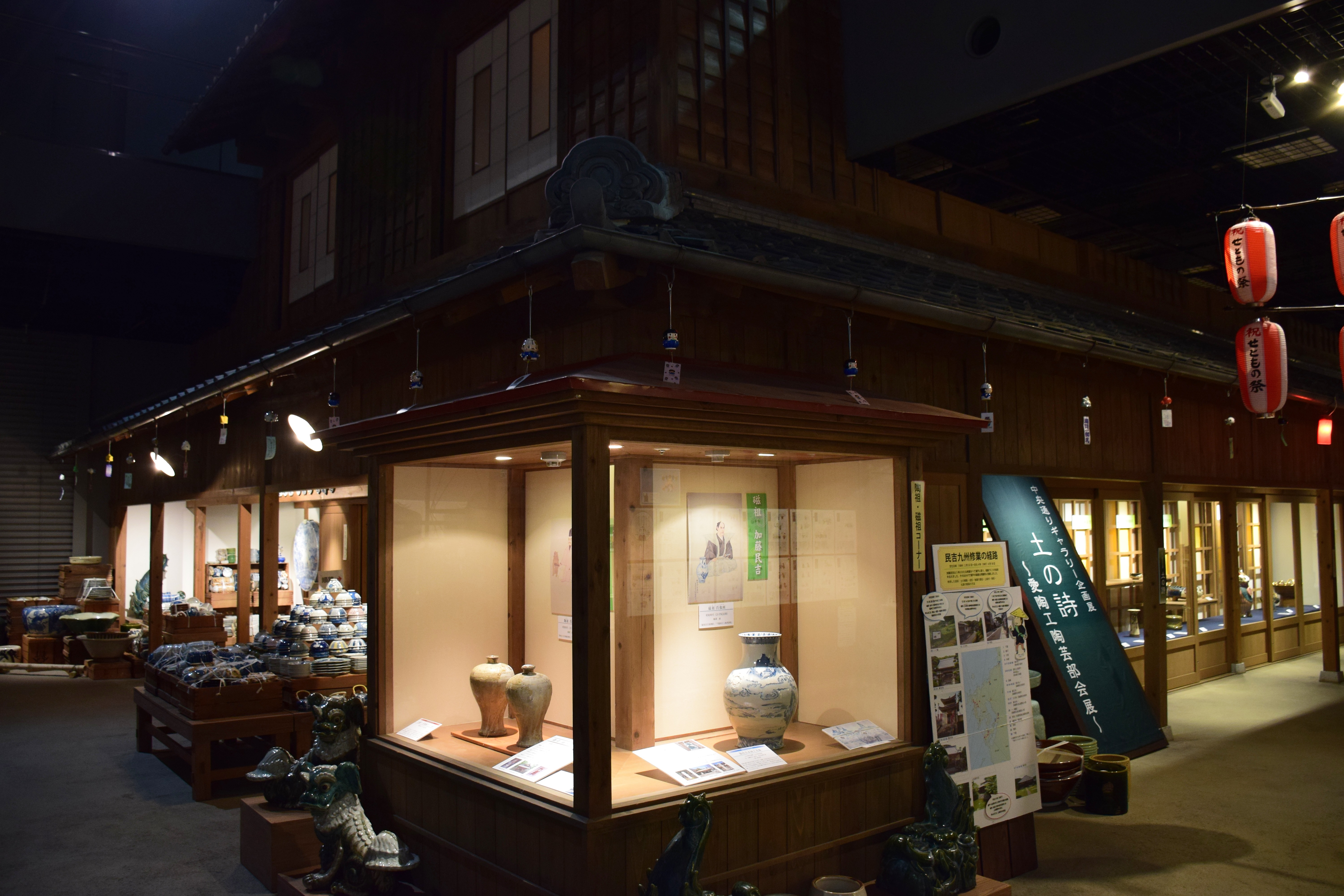
2階展示風景
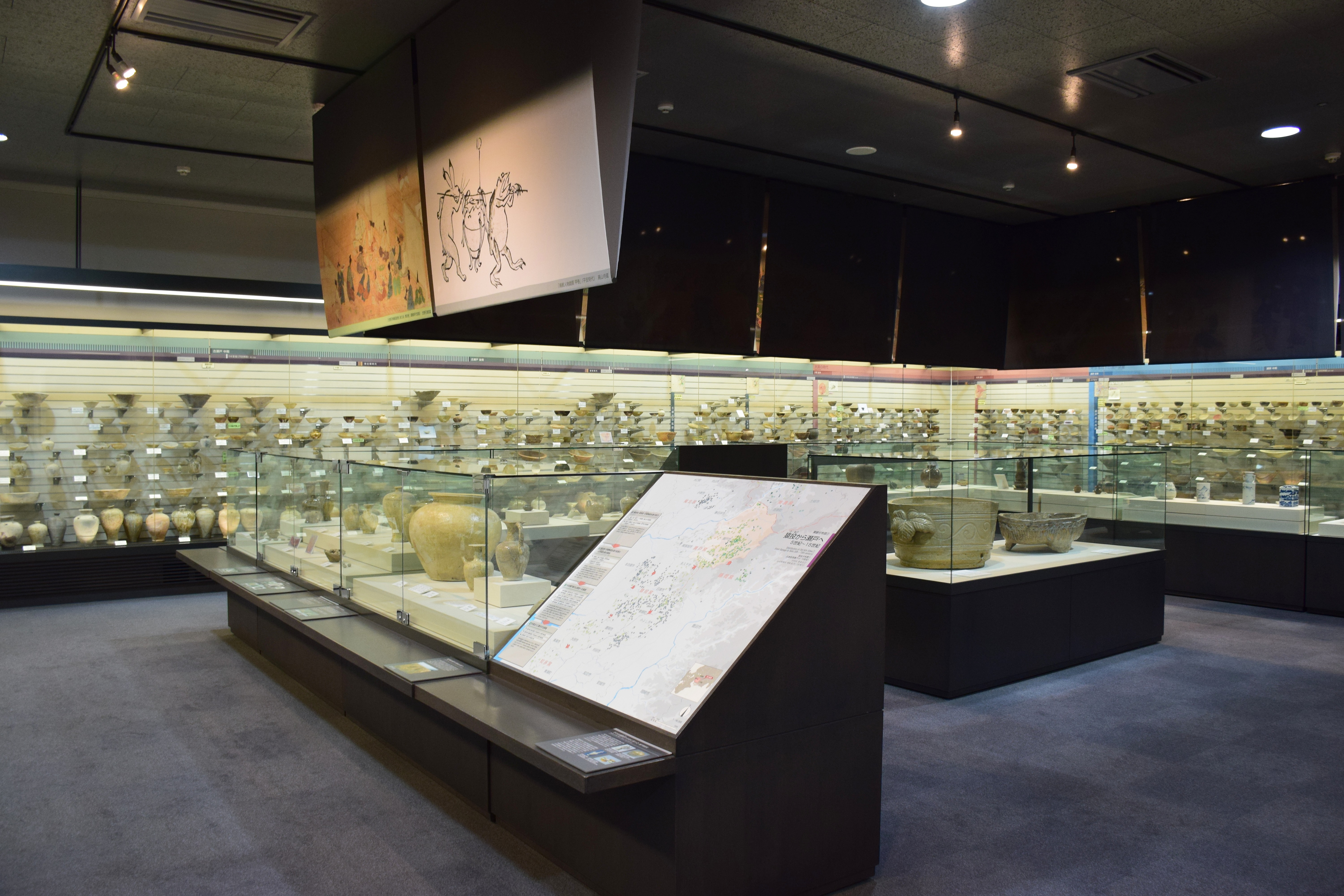
3階展示風景
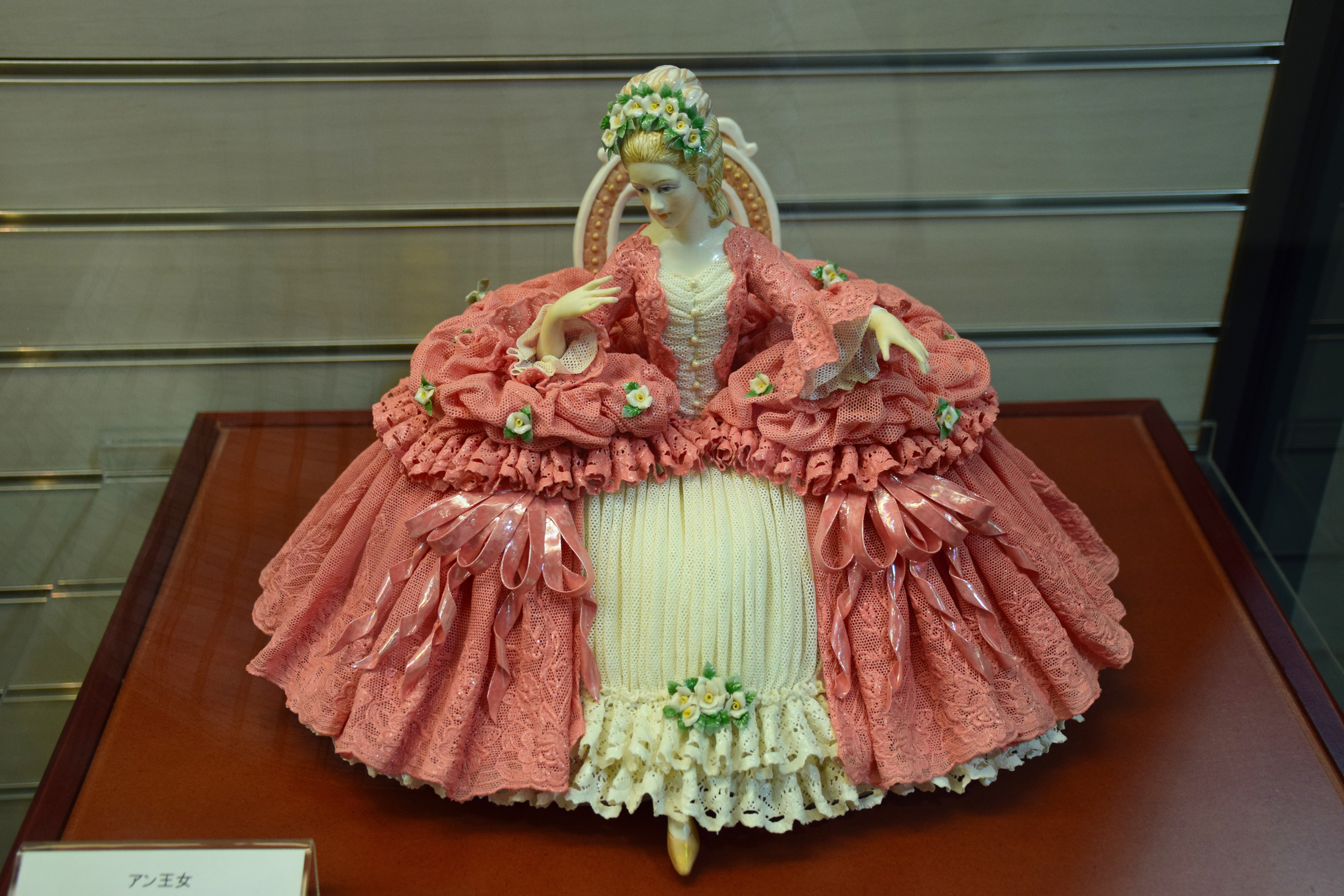
瀬戸ノベルティ

## 文化財

### 重要有形民俗文化財
- 瀬戸の陶磁器の生産用具および製品

### 愛知県指定有形文化財
- 御深井釉木瓜形水盤
- 御深井釉唐草文双耳水甕

### 瀬戸市指定有形文化財
- 染付花唐草文大燈籠
- 染付花鳥図蓋付大飾壺

## 利用案内

### 全館
- 入館料 : なし
- 開館時間 : 8時30分～21時30分
- 休館日 : 12月28日～1月4日、月1回程度休館あり。

### ミュージアム
- 観覧料 : 一般：520円、高校生・大学生・65歳以上：310円、中学生以下・心身障害者・妊婦：無料
- 開館時間 : 9時00分～18時00分（入館は17時30分まで）
- 休館日 : 12月28日～1月4日、月1回程度臨時休館あり。

## 所在地
- 愛知県瀬戸市蔵所町1-1

## 交通アクセス
- 名鉄瀬戸線 尾張瀬戸駅下車、東へ徒歩5分。
- 東名高速道路 名古屋ICから車で約30分。
- 東海環状自動車道 せと赤津ICから車で約10分。

### 収蔵品詳細
- 瀬戸市の指定文化財 （日本語）
- 瀬戸の陶磁器の生産用具及び製品 （日本語） - 瀬戸市
- 御深井釉木瓜形水盤 （日本語） - 瀬戸市
- 御深井釉唐草文双耳水甕 （日本語） - 瀬戸市